# 540 هـ
540 هـ هي سنة في التقويم الهجري امتدت مقابلةً في التقويم الميلادي بين سنتي 1145 و1146.

## مواليد
- أبو علي الشلوبين
- ابن جبير
- نجم الدين الكبرى

## وفيات
- ابن أبي الخصال
- الجواليقي
- سيف الدولة بن هود